# باشاک‌شهر
باشاک شهر (ترکی استانبولی: Başakşehir) از ناحیه‌های قسمت اروپایی استانبول که در استان استانبول از ناحیه مرمره قرار گرفته‌است. طبق آخرین سرشماری به سال ۲۰۱۲ میلادی این ناحیه 	۳۱۶٬۱۷۶ نفر جمعیت دارد.